# Romana Maláčová
Romana Maláčová (* 15. Mai 1987 in Brünn, Tschechoslowakei) ist eine tschechische Leichtathletin, die sich auf den Stabhochsprung spezialisiert hat.

## Karriere
2006 nahm Romana Maláčováden an den Juniorenweltmeisterschaften in Peking teil und schied dort bereits in der Qualifikation aus. 2007 gelangte sie in das Finale der U23-Europameisterschaften und belegte dort mit übersprungenen 4,00 m den zwölften Platz. Zwei Jahre später gelangte sie erneut in das Finale der U23-Europameisterschaften und belegte diesmal den elften Platz. Sie qualifizierte sich zudem für die Weltmeisterschaften in Berlin, schied dort aber in der Qualifikation aus.
Maláčová qualifizierte sich auch für die Europameisterschaften in Barcelona und schied dort mit 4,25 m in der Qualifikation aus. 2011 folgte ein zehnter Platz bei den Studentenweltspielen im chinesischen Shenzhen. 2012 nahm sie erneut an den Europameisterschaften teil, schied dort aber erneut in der Qualifikationsrunde aus, wie auch bei den Halleneuropameisterschaften 2013 in Göteborg 2013. In diesem Jahr belegte sie bei der Universiade in Kasan den vierten Platz und verpasste somit knapp eine Medaille. Auch bei ihren dritten Europameisterschaften 2014 in Zürich kam sie nicht in das Finale, wie auch bei den Halleneuropameisterschaften 2015 in Prag. Bei den Studentenweltspielen belegte sie diesmal den sechsten Platz. 
2016 kam sie bei den Hallenweltmeisterschaften im Finale auf den achten Platz und qualifizierte sich für die Europameisterschaften in Amsterdam, bei denen ihr in der Qualifikation kein gültiger Versuch gelang. Bei den Olympischen Spielen in Rio de Janeiro scheiterte sie mit 4,30 m bereits in der Qualifikation. 2017 erzielte sie im Finale bei den Leichtathletik-Halleneuropameisterschaften erneut den dreizehnten Platz mit übersprungenen 4,45 m. Bei den Weltmeisterschaften in London schied sie mit 4,35 m in der Qualifikation aus. Nachdem sie 2018 kaum Wettkämpfe bestritten hatte, schied sie 2019 bei den Halleneuropameisterschaften in Glasgow mit 4,50 m. Sie qualifizierte sich auch für die Weltmeisterschaften in Doha, erreichte dort mit 4,35 m nicht das Finale. 2021 qualifizierte sie sich erneut für die Olympischen Sommerspiele in Tokio, verpasste dort aber mit 4,40 m den Finaleinzug.
In den Jahren 2008 und 2017 sowie von 2019 bis 2021 wurde Maláčová tschechische Meisterin und 2016 und 2017 sowie 2019 und 2020 Hallenmeisterin im Stabhochsprung.

## Persönliche Bestleistungen
- Stabhochsprung: 4,61 m, 20. Juni 2017 in Prag
  - Halle: 4,62 m, 21. Februar 2016 in Clermont-Ferrand